# Milltimber
Milltimber är en ort i Storbritannien.   Den ligger i kommunen Aberdeen City och riksdelen Skottland, i den norra delen av landet, 600 km norr om huvudstaden London. Milltimber ligger 65 meter över havet och antalet invånare är 6 662.
Terrängen runt Milltimber är huvudsakligen platt, men åt sydväst är den kuperad. Runt Milltimber är det tätbefolkat, med 427 invånare per kvadratkilometer. Närmaste större samhälle är Aberdeen, 9,7 km nordost om Milltimber. Trakten runt Milltimber består i huvudsak av gräsmarker.